# Fernando Eimbcke
Fernando Eimbcke Damy (Cidade do México, 1970) é um diretor de cinema e roteirista mexicano, duas vezes ganhador dos Prêmios Ariel, maior premiação do cinema mexicano.

## Biografia
Iniciou sua carreira realizando videoclipes para grupos de música alternativa, como Plastilina Mosh, Jumbo e Molotov, dos quais obteve vários prêmios MTV. Também realizou vários curta-metragens, entre eles La suerte de la fea... a la bonita no le importa (2002), ganhador do primeiro Concurso Nacional de Projetos de Curta-metragem, realizado pelo Instituto Mexicano de Cinematografia (Imcine).
Sua obra prima, o filme Temporada de Patos, estreio em 2004 no cinema e se tornou a surpresa do cinema mexicano naquele ano, recendo elogios e diversos prêmios, incluindo 11 prêmios Ariel da Academia Mexicana de Cinema.

## Carreira

### Cinema
| Ano  | Título             | Observação |
| ---- | ------------------ | ---------- |
| 2004 | Temporada de Patos |            |
| 2008 | Lake Tahoe         |            |
| 2013 | Club Sandwich      |            |

## Prêmios e indicações
| Ano  | Prêmio                                            | Categoria                      | Trabalho nomeado   | Resultado | Ref.  |
| ---- | ------------------------------------------------- | ------------------------------ | ------------------ | --------- | ----- |
| 2004 | Festival Internacional de Cinema de Guadalajara   | Melhor filme                   | Temporada de Patos | Venceu    |       |
| 2004 | Festival Internacional de Cinema de Guadalajara   | Melhor diretor                 | Temporada de Patos | Venceu    |       |
| 2005 | Prêmios Ariel                                     | Melhor filme                   | Temporada de Patos | Venceu    | [ 1 ] |
| 2005 | Prêmios Ariel                                     | Melhor diretor                 | Temporada de Patos | Venceu    |       |
| 2006 | Independent Spirit Awards                         | Melhor filme estrangeiro       | Temporada de Patos | Indicado  |       |
| 2008 | Festival de Berlim                                | Melhor filme (Prêmio FIPRESCI) | Lake Tahoe         | Venceu    | [ 2 ] |
| 2008 | Festival Internacional de Cinema de Guadalajara   | Melhor diretor                 | Lake Tahoe         | Venceu    |       |
| 2009 | Festival Internacional de Cinema de Cartagena     | Melhor diretor                 | Lake Tahoe         | Venceu    |       |
| 2009 | Prêmios Ariel                                     | Melhor diretor                 | Lake Tahoe         | Venceu    |       |
| 2013 | Festival Internacional de Cinema de San Sebastián | Melhor diretor                 | Club Sandwich      | Venceu    | [ 1 ] |
| 2013 | Festival Internacional de Cinema de Mar del Plata | Melhor filme                   | Club Sandwich      | Indicado  |       |
| 2014 | Prêmios Ariel                                     | Melhor diretor                 | Club Sandwich      | Indicado  |       |